# Ti ora tha vgoume?
Ti ora tha vgoume? (Τι ώρα θα βγούμε) è un album in studio della cantante greca Elena Paparizou, pubblicato nel giugno 2013. Si tratta del quinto album in lingua greca e del settimo in totale per l'artista.

## Tracce
1. Den Telo Allon Iroa (Δε Θέλω Άλλον Ήρωα) – 3:16
2. Ti Ora Tha Vgoume; (Chainsaw) (Τι Ώρα Θα Βγούμε; (Chainsaw)) – 3:36
3. Ena Lepto (Ένα Λεπτό) – 3:06
4. Sou Stelno SOS (Save me (This is an SOS)) (Σου Στέλνω SOS (Save Me (This Is an SOS))) – 3:08
5. Epitelous Moni (Επιτέλους Μόνη) – 3:35
6. Poso M'Aresei (Πόσο Μ' Αρέσει) – 3:34
7. Den Tha Kimithis Apopse (Δε Θα Κοιμηθείς Απόψε) – 3:13
8. The Groove Is The Solution – 3:51
9. I Nihta (Η Νύχτα) – 3:24
10. Oute Ki Esi (Ούτε Κι Εσύ) – 3:27
11. Vrehi Filia (Crazy For Love) (Βρέχει Φιλιά (Crazy For Love)) – 3:20
12. Mesimeria (One life) (Μεσημέρια (One Life)) – 3:33
13. Soma Kai Psihi (Set your heart on me) (Σώμα Και Ψυχή (Set Your Heart On Me)) – 3:07
14. Min Mou Eksigis (Μη Μου Εξηγείς) – 4:04